# Luca Del Savio
Luca Del Savio (Milano, 27 maggio 1971) è un curatore editoriale italiano.
Dal 2018 è redattore capo centrale di Sergio Bonelli Editore.

## Biografia
Dalla fine degli anni 80 si occupa di fumetti, scrivendo per riviste di settore e organizzando (dal 1990 al 2005) la Comiconvention di Milano, con il gruppo “Graffiti”. Dal 1992 inizia a collaborare con Sergio Bonelli, entrando in pianta stabile in redazione nel 1996, lavorando per numerose collane e iniziative editoriali. Dal 2003 al 2013 coordina e gestisce Insert-Coin.it, sito di recensioni videoludiche. Del Savio lavora per la Casa editrice Sergio Bonelli Editore da oltre vent'anni, e in questo periodo si è occupato tra le altre cose della gestione redazionale di testate come Zona X e Brendon. Ha curato l'accordo con Hasbro insieme a Vincenzo Sarno per la creazione del Monopoly di Tex Willer ed il Trivial Pursuit dei Fumetti, entrambi editi da Sergio Bonelli Editore. In passato è stato responsabile della redazione web della Sergio Bonelli Editore, ed era stato a capo del progetto di restyling grafico del sito www.sergiobonelli.it e del lancio dello Shop online della Sergio Bonelli Editore. Ha curato il progetto delle storie crossover tra Nathan Never e l'astronauta Luca Parmitano, ed è stato il responsabile dell'arrivo sulla stazione spaziale ISS della copertina di un volume di Nathan Never. Da anni scrive la rubrica AlfaCom su mensile Nathan Never. È il moderatore di molti eventi della Sergio Bonelli Editore in pubblico, e spesso cura sul canale YouTube ufficiale della Sergio Bonelli Editore le recensioni dei volumi della casa editrice di Tex Willer.

### Vita privata
È parente del giornalista e speaker Radiofonico di Radio Popolare di Milano Gianni Del Savio.